# 298 (số)
298 (hai trăm chín mươi tám) là một số tự nhiên ngay sau 297 và ngay trước 299.